# Route du Fort-de-Gravelle
La route du Fort-de-Gravelle est située dans le 12e arrondissement de Paris et plus précisément dans le quartier administratif de Picpus.

## Situation et accès
La route du Fort-de-Gravelle est située dans le  bois de Vincennes.

## Origine du nom
Cette route tient son nom du « fort de Gravelle », c’est-à-dire de la redoute de Gravelle car elle débouche face à l’entrée de cette redoute, qui jouxte le Centre de rétention administrative Paris 1.

## Historique
Autrefois, cette voie était située sur le territoire de la commune de Joinville-le-Pont, dans une partie annexée à Paris par décret du 18 avril 1929.

## Bâtiments remarquables et lieux de mémoire
Le bois de Vincennes a été classé comme site par décret du 22 novembre 1960.
Une aire d'accueil des gens du voyage y est installée.